# Ruslana Lyžyčko
Ruslana Stepanivna Lyžyčko, citata anche semplicemente come Ruslana (in ucraino Руслана Степанівна Лижичко?; Leopoli, 24 maggio 1973), è una cantante, politica e attivista ucraina.
Vincitrice dell'Eurovision Song Contest 2004, è diventata un'icona moderna dell'Ucraina stessa.
Nel 2004 le è stato riconosciuto dal segretario di Stato statunitense, Colin Powell, l'International Women of Courage Award, ed è stata nominata per ricevere il più alto riconoscimento ucraino.
Oltre ad avere una proficua carriera musicale, che l'ha resa la cantante ucraina più conosciuta, ha prestato la sua voce in GTA 4, come DJ della radio Vladivostok FM.
Ha partecipato attivamente alle manifestazioni di Euromaidan, chiedendo le dimissioni del governo in carica.

## Programmi TV
- The Voice of Ukraine (1+1, 2011) Coach
- Clash of the Choirs of Ukraine (1+1, 2013, coach vincitore)
- Vidbir, processo di selezione nazionale per l'Eurovision Song Contest (UA:Peršyj, 2016)

## Discografia

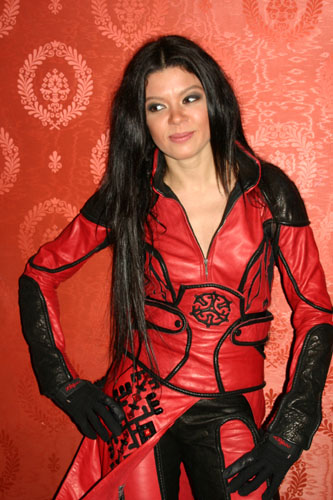
Ruslana alla selezione tedesca per l'Eurovision Song Contest 2008, Amburgo.

### Album
- 1998 – Myt' vesny - Dzvinkyj viter
- 1999 – Ostannje rizdvo 90-x
- 2001 – Najkrašče
- 2002 – Dobryj večir tobi ...
- 2003 – Diki tanci
- 2004 – Wild Dances
- 2005 - Club'in
- 2008 – Amazonka
- 2008 – Wild Energy
- 2012 – EY-fori-YA
- 2013 – My Boo

### Singoli
- 2004 – Wild Dances
- 2004 – Dance with the Wolves
- 2005 – The Same Star
- 2006 – Dyka Enerhija (Wild Energy)
- 2011 – WoW
- 2011 – ShaLaLa